# Donausternwarte

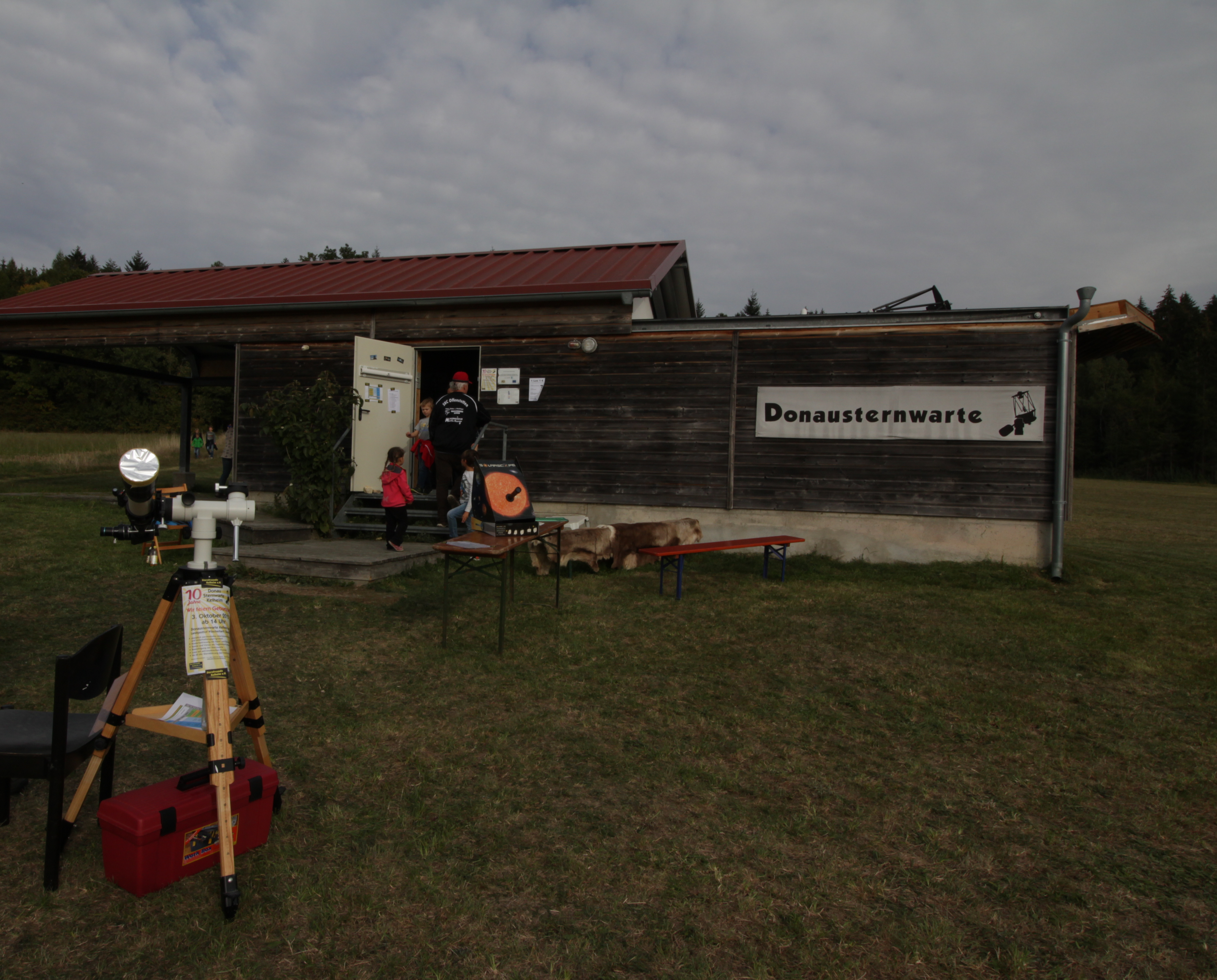
Die Donausternwarte in Sausthal bei der Feier zu ihrem zehnjährigen Bestehen

Die Donausternwarte ist eine Volkssternwarte im Ort Sausthal, auf dem Gemeindegebiet von Ihrlerstein. Sie wird vom Verein Sternfreunde Kelheim e.V. betrieben.
Der Verein veranstaltet dort Sternführungen und sporadisch Vorträge oder größere öffentliche Veranstaltungen, so etwa zum Astronomietag oder zur Sternschnuppen-Beobachtung.
Ausgestattet ist die Sternwarte mit einem Cassegrain-Spiegelteleskop mit 50 cm Durchmesser als Hauptinstrument sowie weiteren Teleskopen, u. a. für die Sonnenbeobachtung. Das Gebäude misst 5 × 10 Meter, wobei die Hälfte als Beobachtungsplattform mit abrollbarem Dach und die andere Hälfte als Vortragsraum dient.
Die Sternwarte wurde im Jahr 2005 eröffnet. Unterstützt vom Lehrer Richard Ludačka hatten Schüler und Amateurastronomen in den Jahren zuvor Spenden eingeworben. Die Baukosten wurden darüber hinaus im Rahmen des Leader-Plus-Programms der Europäischen Union gefördert.